# Marius Ambrogi
Marius Jean Paul Elzéar Ambrogi (Marsiglia, 9 giugno 1895 – Marsiglia, 25 aprile 1971) è stato un militare e aviatore francese, asso dell'aviazione nel corso della prima guerra mondiale e della seconda guerra mondiale con 15 vittorie accertate (14+1) e 7 probabili in 340 missioni (300+40), tra cui 11 palloni da osservazione (Drachen) Era attivo nell'associazione degli aviatori veterani, le Vielles Tiges.

## Biografia
Nacque a Marsiglia il 4 giugno 1896, figlio di Louis, ufficiale dell'amministrazione militare, e di Catherine Blanche Fouquet. I suoi genitori si trasferirono nella regione dell'Hérault negli anni dieci del XX secolo, dove il giovane, conosciuto con il nome di Marc, conseguì i suoi due baccalauréat poco prima della dichiarazione di guerra alla Germania nell'agosto 1914. Non avendo effettuato il servizio militare si arruolò volontariamente nell'Armée de terre il 25 settembre 1914. Di costituzione piuttosto gracile, fu incorporato nella 14ª sezione impiegati e impiegati amministrativi diventando un ciclista incaricato di trasportare le lettere dello stato maggiore alle varie unità. Dopo un anno si arruolò volontario nell'Aéronautique Militaire e nel febbraio 1916 iniziò a frequentare le scuole di volo, prima a Digione e poi a Juvisy conseguendo il brevetto di pilota nel febbraio 1917. Divenuto caporale, il mese successivo fu assegnato a una sezione di caccia, equipaggiata con i Nieuport, in Lorena. Questa sezione fu presto fusa con altre per formare la Escadrille N 90 con sede a Toul, operante sul fronte della VIIe Armée. Sergente dal 10 maggio 1917, dopo aver reclamato tre vittorie, non confermate, e promosso sergente, ottenne la sua prima vittoria ufficiale il 30 ottobre 1917 quando costrinse un biposto nemico  DFW C ad atterrare nelle linee francesi dove fu catturato. La Escadrille eseguì anche missioni di mitragliamento sulle trincee nemiche, ed egli ritornò più di una volta con il velivolo crivellato di proiettili.
Ottenne la seconda vittoria, in collaborazione con Marie Lecoq De Kerland, il 16 maggio 1918. A partire dal mese di maggio aumentò le sue vittorie a spese dei palloni aerostatici nemici, i Drachen, che attaccava e incendiava con il suo SPAD S.VII, bersagli fortemente difesi sia dal fuoco antiaereo che dai caccia. Il 21 settembre fu menzionato nell'Ordine del giorno dell'esercito dopo la sua 10ª e 11ª vittoria, e concluse la guerra con il grado di tenente e con un punteggio di 14 vittorie accertate, di cui 11 Drachen. Era decorato con la Croce di Cavaliere della Legion d'onore, con la Médaille militaire e la Croix de guerre con 10 palme. Ritornato a casa offrì le sue decorazioni alla chiesa di Notre-Dame-de-la-Garde a Marsiglia, per ringraziamento di essere sopravvissuto alla guerra.
Il 6 agosto 1920 lasciò l'Aéronautique Militaire, iniziando una vita professionale come importatore di carbone, divenendo Presidente dell'Aéroclub di Provenza. Per mantenersi in allenamento volava ai comandi di un aereo da turismo. Dopo lo scoppio della seconda guerra mondiale fu subito mobilitato come pilota da caccia con il grado di comandante della riserva. Fu assegnato come vicecomandante al GC I/8 equipaggiato con i caccia Bloch MB 152C1 effettuando 4 missioni di guerra nel corso della campagna di Francia del 1940. Il 18 maggio abbatté un bombardiere Dornier Do 17. A causa della mancanza di aerei disponibili, concluse la campagna pilotando l'aereo da collegamento del suo gruppo.
Smobilitato il 6 agosto 1940, riprese la sua professione di armatore e divenne sostenitore il regime di Vichy, come molti dei veterani di guerra fedeli al Maresciallo di Francia Philippe Pétain. Partecipò tuttavia ai combattimenti per la liberazione di Marsiglia nel 1944, ma all'atto della liberazione venne accusato di collaborazionismo, accusa dalla quale fu assolto dalla Corte di giustizia di Marsiglia il 14 novembre 1945. Promosso tenente colonnello della riserva il 1 luglio 1948, fu ancora  attivo nell'aeroclub della Provenza, e si spense a a Marsiglia il 25 aprile 1971. La salma fu tumulata nel cimitero di Artignosc-sur-Verdon.

### Fonti
1. 1 2 3 4 5 6 7 8 9 10 11 12 13 14 15 16 17 18 19 20 21  AS14-18.
2. ↑  Fandavion.
3. 1 2 3 4  Franks, Bailey 1992, p. 112.
4. ↑  Leonore.
5. ↑  Franks 2000, p. 62.
6. ↑  Ketley 1999, p. 94.